# Springfield (Vermont)
Springfield és una població dels Estats Units a l'estat de Vermont. Segons el cens del 2000 tenia 9.078 habitants.

## Demografia
Segons el cens del 2000, Springfield tenia 9.078 habitants, 3.886 habitatges, i 2.498 famílies. La densitat de població era de 71,1 habitants per km².
Dels 3.886 habitatges en un 28,5% hi vivien nens de menys de 18 anys, en un 49,9% hi vivien parelles casades, en un 10,2% dones solteres, i en un 35,7% no eren unitats familiars. En el 30,5% dels habitatges hi vivien persones soles el 15,1% de les quals corresponia a persones de 65 anys o més que vivien soles. El nombre mitjà de persones vivint en cada habitatge era de 2,31 i el nombre mitjà de persones que vivien en cada família era de 2,84.
Per edats la població es repartia de la següent manera: un 23,3% tenia menys de 18 anys, un 6,4% entre 18 i 24, un 25,9% entre 25 i 44, un 25,4% de 45 a 60 i un 19% 65 anys o més.
L'edat mediana era de 42 anys. Per cada 100 dones de 18 o més anys hi havia 87,9 homes.
La renda mediana per habitatge era de 34.169 $ i la renda mediana per família de 42.620 $. Els homes tenien una renda mediana de 31.931 $ mentre que les dones 23.019 $. La renda per capita de la població era de 18.452 $. Entorn del 8,3% de les famílies i el 9,8% de la població estaven per davall del llindar de pobresa.

## Poblacions més properes
El següent diagrama mostra les poblacions més properes.